# Artmic
Artmic (jap. アートミック Ātomikku, Abkürzung für Art and Modern Ideology for Creation) war ein japanisches Animations-Studio. Es wurde 1978 von Toshimichi Suzuki gegründet, der zuvor bei Tatsunoko Pro tätig war. Zu den bekanntesten Werken des Studios gehört die Original Video Animation Megazone 23, das sich in Japan über 100.000 mal verkaufte, Bubblegum Crisis, Gall Force und Riding Bean.
Mitte der 1990er Jahre geriet das Unternehmen in finanzielle Schwierigkeiten und verlor schnell viele Mitarbeiter und Lizenznehmer. 1997 ging es bankrott. Die Rechte an den produzierten Animes gingen an die Ko-Produzenten wie AIC und Youmex, die dafür auch die Schulden übernahmen, waren zeitweise jedoch umstritten. Bei einigen der Werke, so denen mit Beteiligung von Kenichi Sonoda, führte dieser Rechtewechsel zu Umbenennungen bei weiteren Veröffentlichungen, Fortsetzungen und Neuverfilmungen.

## Produktionen

### Original Video Animations
- 1985: Megazone 23
- 1986: Gall Force: Eternal Story
- 1986: Wanna-Be’s
- 1987: Bubblegum Crisis
- 1987: Gall Force 2: Destruction
- 1987: Haja Taisei Dangaiō
- 1988: Dragon’s Heaven
- 1988: Gall Force 3: Stardust War
- 1988: Metal Skin Panic Madox-01
- 1989: Gall Force: Chikyū-shō
- 1989: Rhea Gall Force
- 1989: Riding Bean
- 1990: AD. Police
- 1990: Sengoku Bushō Retsuden: Bakufū Dōji Hissatsuman
- 1991: Bubblegum Crash
- 1991: Gall Force: Shinseiki-hen
- 1994: Genocyber: Kyokai no Majū
- 1995: Bishōjo Yūgekitai Battle Skipper
- 1996: Gall Force: The Revolution
- 1996: Power DoLLS – Omni Senki 2540